# 파워레인져스: 더 비기닝
《파워레인져스: 더 비기닝》(영어: Power Rangers)은 2017년 공개된 미국의 슈퍼히어로 영화로, 《마이티 모핀 파워레인저》의 영화화 버전이다. 딘 이즈리얼라이트가 감독을 맡았다. 레드, 옐로, 블루, 핑크, 블랙 레인저 역할에는 각각 데이커 몽고메리, 베키 고메즈, RJ 사일러, 나오미 스콧, 루디 린이 캐스팅되었다. 그리고 레인저의 조력자 조던 역에는 브라이언 크랜스턴, 악당 리타 리펄사 역에는 엘리자베스 뱅크스가 캐스팅되었다.

## 출연진
- 데이커 몽고메리 - 제이슨 스콧 / 레드 레인저 역
- 나오미 스콧 - 킴벌리 하트 / 핑크 레인저 역
- RJ 사일러 - 빌리 크랜스턴/ 블루 레인저 역
- 베키 고메즈 - 트리니 콴 / 옐로 레인저 역
- 루디 린 - 잭 테일러 / 블랙 레인저 역
- 빌 헤이더 - 알파 5 목소리 역
- 브라이언 크랜스턴 - 조던 역
- 엘리자베스 뱅크스 - 리타 리펄사 역
- 데이비드 덴먼 - 샘 스콧 (제이슨 아버지) 역
- 앤절리 제이 - 매디 하트 (킴벌리 어머니) 역
- 리사 베리 - 캔디스 크랜스턴 역
- 패트릭 서봉기 - 트리니 아버지 역
- 에리카 세라 - 트리니 어머니 역
- 캐럴라인 케이브 - 베벌리 스콧 (제이슨 어머니) 역
- 피오나 푸 - 잭 어머니 역
- 에밀리 매디슨 - 젊은 커플 역
- 세라 그레이 - 어맨다 클라크 역
- 도널드 애덤스 - 노숙자 역
- 케이든 매그너슨 - 펄 스콧 (제이슨 여동생) 역

원작의 출연진 제이슨 데이비드 프랭크와 에이미 조 존슨이 카메오 출연한다.